# Metopoceras driss
Metopoceras driss là một loài bướm đêm thuộc họ Noctuidae. Nó được tìm thấy ở Maroc và has been found once ở Tây Ban Nha.